# Mark Sherman

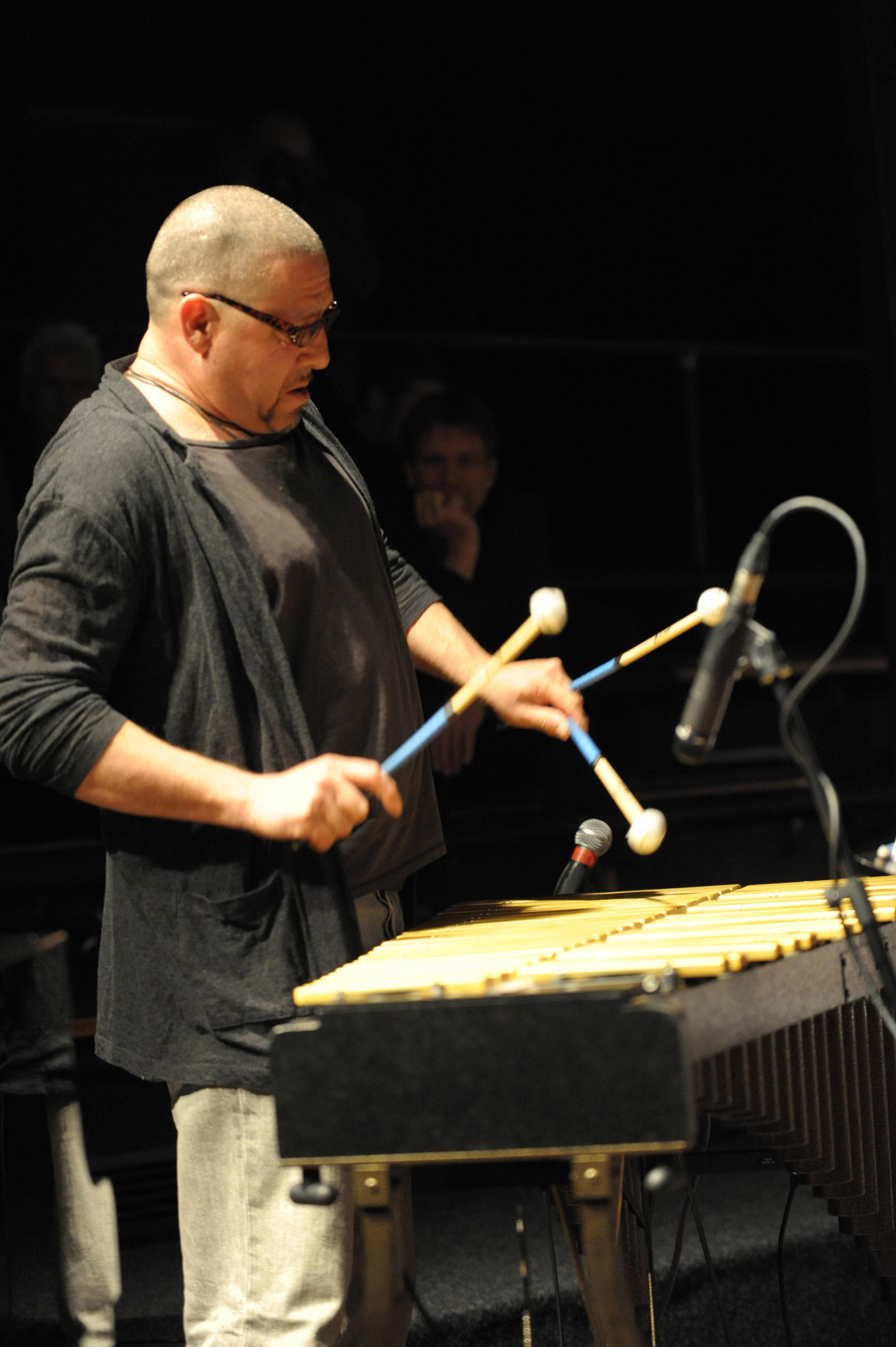
Mark Sherman, 2017

Mark Sherman (* 17. April 1957 in New York City) ist ein US-amerikanischer Jazzmusiker (Vibraphon, auch Piano, Komposition) des Modern Jazz.

## Leben und Wirken
Sherman wuchs in der Bronx auf, besuchte als Teenager die New Yorker High School of Music and Art und wollte Jazz-Schlagzeuger werden; sein Vorbild war Elvin Jones. Er studierte dann Schlagzeug bei ihm, bevor schließlich das Vibraphon sein Hauptinstrument wurde. Sherman studierte in den 1980er-Jahren an der Juilliard School und arbeitete ab den späten 1970er-Jahren in der amerikanischen Jazzszene; erste Aufnahmen entstanden 1978 mit der Formation Soundworks um Thomas Chapin. 1980 legte er sein Debütalbum Fulcrum Point (Unisphere) vor, gefolgt von A New Balance (Columbia, 1986). In den folgenden Jahren spielte er u. a. mit Rodney Jones (The Unspoken Heart), Freddie Hubbard (Riding High), Joe Beck (Back to Beck) und Larry Coryell Ferner begleitete er Vokalistinnen wie Peggy Lee, Maureen McGovern, LaVerne Butler, Ruth Brown und Lena Horne.
In den 2010er-Jahren arbeitete Sherman weiterhin mit Musikern wie Eddie Mendenhall, Erin McDougald, Dan Block, Tim Hegarty und mit Kenny Barron, mit dem er 2014 das Duoalbum Interplay (Chesky) mit Jazzstandards wie Dear Old Stockholm, Darn That Dream, Orange Was the Color of Her Dress, Then Blue Silk und Polka Dots and Moonbeams einspielte. Im Bereich des Jazz war er laut Tom Lord zwischen 1978 und 2018 an 49 Aufnahmesessions beteiligt. Gegenwärtig (2019) leitet Sherman ein Quartett, dem Vincent Herring, Essiet Okon Essiet und Tim Horner angehören. Sherman unterrichtet Piano, Vibraphon und Schlagzeug an der Juilliard School.
Nach Ansicht von Alex Henderson (Allmusic) ist Sherman von Bobby Hutcherson, Milt Jackson, Gary Burton und Mike Mainieri beeinflusst.

## Diskografische Hinweise
- The Motive Series (Consolidated Artists Productions, 2004, mit Michael Brecker, Allen Farnham, Phil Palombi, Tim Horner)
- One Step Closer (Consolidated Artists Productions, 2005, mit Joe Magnarelli, Joe Lovano, Allen Farnham, Dean Johnson, Tim Horner)
- Family First (Miles High Productions, 2006, mit Joe Magnarelli, Allen Farnham, Dean Johnson, Tim Horner, Chembo Corniel)
- The L.A. Sessions (Miles High Records, 2011, mit Bill Cunliffe, John Chiodini, Charles Ruggiero)
- Bob Franceschini, Mark Sherman: Project Them (Miles High Records, 2012, mit Mitchel Forman, Paolo di Sabatino, Martin Gjakonovski, Adam Nussbaum)
- Jamey Haddad, Lenny White, Mark Sherman: Explorations in Space and Time (Chesky Records, 2013)
- Alessandro Napolitano, Mark Sherman: Other Side (Jazzit Records, 2019, mit Gaetano Partipilo, Giuseppe Bassi)